# 친환경농업포럼
친환경농업포럼은 친환경농업 관련 조사 연구 및 정책사업 친환경농업 생산기술 교육·홍보 등 컨설팅사업을 목적으로 2005년 1월 24일 설립된 대한민국 농림수산식품부 소관의 사단법인이다. 사무실은 서울특별시 서초구 방배2동 450-10, 성도빌딩 4층에 있다.

## 주요 사업
- 연구소 자립 기반 구축을 위한 노력 경주
- 국가 및 민간 연구과제 추진
- 조생산업 발전방안에 대한 워크숍 개최
- 전원마을 조성에 대한 컨설팅 사업